# Mahram
Un mahram es un pariente con quien el matrimonio o relación sexual se consideraría haram, ilegal en el Islam, o personas quienes no son purdah y sirven de acompañantes legales u obligatorios de una mujer durante un viaje de más de un día y una noche.

## Visión general

### Personas con quienes el matrimonio está prohibido
- permanente o mahrams de sangre incluyen:
  - padres, abuelos y antepasados
  - hijos, nietos y otros descendientes
  - hermanas o hermanos
  - tíos, tíos abuelos y antepasados
  - sobrinos o más descendientes de hermanos/as
- Parientes políticos mahrams con quien uno se convierte en mahram al casarse con alguien:[2]
  - padres, abuelos y otros antepasados del cónyuge
  - hijos, nietos y otros descendientes del cónyuge
  - cónyuge de padres, abuelos y otros antepasados
  - cónyuge de hijos, nietos y otros descendientes

(Nota: El matrimonio con el padrastro está prohibido solo si el hombre ha consumado con su madre.) 
- Rada o "mahrams que succionaron la leche" "con quien uno se convierte en "mahram"debido a ser amamantado por la misma mujer".
  - madre adoptiva y otros ancestros femeninos
  - hermano/a adoptivos
  - Cuando una mujer actúa como ama de cría (es decir, amamanta a un bebé que no es su propio hijo durante un cierto período de tiempo bajo ciertas condiciones), se convierte en la madre rada del niño y todo lo relacionado con los mahrams de sangre se aplica aquí, como rada padre/madre,  rada hermana/o, rada tía/tío y así sucesivamente. En español, estos se denominan hermano de leche, madre de leche, etc. Para un hombre musulmán, las mujeres mahram incluyen su madre, abuela, hija, nieta, hermana, tía, tía abuela, sobrina, sobrina nieta, la esposa de su padre, la hija de su esposa (hijastra), su suegra, su madre rada y cualquier otro pariente rada que corresponda a los parientes consanguíneos mencionados anteriormente. Como dijo el Profeta: "Lo que está prohibido por razón de parentesco está prohibido por razón de amamantar".[3]

Estos se consideran mahram porque se mencionan en el Corán (An-Nisa 22-23):
"Y no te cases con mujeres con las que se casaron tus padres, excepto lo que ya pasó; de hecho, fue vergonzoso y muy odioso, y una forma malvada. Prohibido para ti [para el matrimonio] están: tus madres, tus hijas, tus hermanas, tus tías paternas, tus tías maternas, las hijas de los hermanos, las hijas de las hermanas, tus madres adoptivas, tus hermanas de leche, las madres de tus cónyuges, tus hijastras de esas cónyuges que has ingresado con ellas, pero si no las has ingresado a ellas, entonces no hay culpa de ustedes, cónyuges de sus hijos desde sus propios lomos y que agreguen dos hermanas, excepto que ya pasó; de hecho, Dios es indulgente y misericordioso.

Todos los parientes femeninos del hombre mencionados en estos dos versos se consideran sus maharim, porque es ilegal (haram) que se case con ellas, excepto la hermana de la esposa mencionada al final, que no es mahram porque puede casarse con ella si se divorcia de su hermana, o si su esposa muere. La noción de "mahram" es recíproca. Todos los demás parientes se consideran no "maharim" y pertenecen a la categoría de extraños.

### Acompañantes legales de mujeres durante el viaje
Los mahrams masculinos de una mujer se dividen en cuatro categorías (tres categorías en la definición de sentido estricto que no cuenta el cónyuge). Los "Mahrams" para un hombre pueden derivarse de manera similar.
- Sin embargo, los acompañantes legales de una mujer durante el viaje son su esposo y con quien no pueda casarse debido a la sangre y él sea una relación adulta y sensata lo que incluye
  - esposo
  - padre, abuelo y otros antepasados masculinos
  - hijo, nieto y otros descendientes masculinos
  - hermano
  - hermano de padres, abuelos y antepasados
  - hijo, nieto y otros descendientes varones de hermanos
  - algunos también incluyen parientes de leche

## Algunas reglas sobremahramsyghayr mahrams(nomahrams)
- Teóricamente, los "mahrams" de una mujer musulmana forman el grupo de acompañantes permitidos cuando viaja.
- Un hermano adoptivo (hermana adoptiva) de una mujer (hombre) es ghayr mahram para ella (él) y pueden casarse entre sí. El término "adoptado" significa aquellos niños que son adoptados por los padres de uno con el propósito de proporcionarle refugio y educación y que no caen dentro de las relaciones descritas en la sección "¿Quién es 'mahram'?" arriba mencionada.

Excepción: un hermano adoptivo que amamantó la madre de la mujer es axiomáticamente un mahram.
- Excepto el cónyuge, ser "mahram" es una condición permanente. Eso significa, por ejemplo, que un hombre seguirá siendo mahram para su ex suegra después de divorciarse de su hija. Uno es "ghayr mahram" para el ex cónyuge.
- Uno no debe quedarse con un ghayr mahram a solas donde ninguno de sus mahrams está presente (véase también proxémica).
- Si las esposas de un hombre se convierten en madres rada de un niño, todos los niños y todas las madres rada serán mahram entre sí.